# Portland (Nowa Południowa Walia)
Portland – miasto w Australii, w stanie Nowa Południowa Walia.